# Березник (Боровичский район)
Березник — деревня в Боровичском муниципальном районе Новгородской области, входит в Прогресское сельское поселение.

## География
Деревня расположена в центральной части района, к западу от автодороги Боровичи — Хвойная.

## История
В Боровичском уезде Новгородской губернии в 1911 году усадьба Березник (С. С. Пусошкина) и смежная с ней деревня Велье, что была на земле Мошлинского сельского общества, находились на территории Волокской (Волоцкой) волости. Число жителей тогда было: в усадьбе Березник — 3, в деревне Велье — 45. Затем, с августа 1927 года, деревня в составе Мощеницкого сельсовета новообразованного Боровичского района новообразованного Боровичского округа в составе переименованной из Северо-Западной в Ленинградскую области. В ноябре 1928 года Мощеницкий сельсовет был упразднён, а деревня вошла в состав Больше-Лесовского сельсовета. По постановлению ЦИК и СНК СССР от 23 июля 1930 года Боровичский округ был упразднён, а район перешёл в прямое подчинение Леноблисполкому. Указом Президиума Верховного Совета СССР от 5 июля 1944 года была образована Новгородская область и Боровичский район вошёл в её состав.
Решением Новгородского облисполкома № 359 от 8 июня 1954 года был образован Спасский сельсовет Боровичского района, с центром в деревне Спасское, из упразднённых Белавинского, Большелесовского и Быковского сельсоветов.
Решением Новгородского облисполкома № 857 от 30 декабря 1956 года был вновь воссоздан Большелесовский сельсовет и деревня Березник вошла в его состав.
Во время неудавшейся всесоюзной реформы по делению на сельские и промышленные районы и парторганизации, в соответствии с решениями ноябрьского (1962 года) пленума ЦК КПСС «о перестройке партийного руководства народным хозяйством» с 10 декабря 1962 года и сельсовет и деревня вошли в крупный Боровичский сельский район, а 1 февраля 1963 года административный Боровичский район был упразднён. Пленум ЦК КПСС, состоявшийся 16 ноября 1964 года, восстановил прежний принцип партийного руководства народным хозяйством, после чего Указом Верховного Совета РСФСР от 12 января 1965 года сельские районы были преобразованы вновь в административные районы и решением Новгородского облисполкома от 12 января 1965 года и Большелесовский сельсовет и деревня Березник вновь в Боровичском районе. Решением Новгородского облисполкома № 187 от 5 мая 1978 года Большелесовский сельсовет был переименован в Прогресский. С 1980-х гг. в Березнике находится одна из пяти производственных бригад совхоза Прогресс.
После прекращения деятельности Прогресского сельского Совета в начале 1990-х стала действовать Администрация Прогресского сельсовета, которая была упразднена с 1 января 2006 года на основании постановления Администрации города Боровичи и Боровичского района от 18 октября 2005 года и деревня Березник, по результатам муниципальной реформы входила в состав муниципального образования — Прогресское сельское поселение Боровичского муниципального района (местное самоуправление), по административно-территориальному устройству была подчинена администрации Прогресского сельского поселения Боровичского района.

## Население
| 2000 | 2001 | 2002 | 2003 | 2004 | 2005 | 2006 |
| ---- | ---- | ---- | ---- | ---- | ---- | ---- |
| 74   | ↗76  | →76  | ↘54  | ↗63  | ↘60  | ↘51  |
| 2007 | 2008 | 2009 | 2010 |      |      |      |
| ↗61  | ↘59  | ↗60  | ↘50  |      |      |      |

### Национальный состав
По переписи населения 2002 года, в деревне Березник проживали 60 человек (92 % русские)

## Инфраструктура
- Учреждение здравоохранения МУ «Большелесовский ФАП», который расположен в деревне Березник. ФАП обслуживает население деревень Березник, Мощеник, Большие Леса, Малые Леса, Холм, Засородье, Люля и Лыткино[7].
- Учреждение культуры «Большелесовская библиотека-филиал № 3»[7].

## Транспорт
Березник соединён автобусными маршрутами, как с райцентром — городом Боровичи, так и с административным центром сельского поселения — посёлком Прогресс.